# Centropogon occultus
Centropogon occultus är en klockväxtart som beskrevs av Henry Allan Gleason. Centropogon occultus ingår i släktet Centropogon och familjen klockväxter. Inga underarter finns listade i Catalogue of Life.